# Charles Whitworth (1er baron Whitworth)
Charles Whitworth, 1er baron Whitworth (14 octobre 1675 - 23 octobre 1725) est un diplomate britannique .

## Biographie
Il est peut-être né à Blore Pipe, près d’Eccleshall, dans le Staffordshire. Il entre à la Westminster School comme boursier de Queen's en 1690, puis entre au Trinity College de Cambridge en 1694. Il obtient son baccalauréat en 1699 et devient fellow l'année suivante.

## Carrière diplomatique
Il entre dans le service diplomatique en 1700 en tant que secrétaire de George Stepney, envoyé à Berlin. En novembre 1701, il est nommé aide britannique du cardinal Lamberg, commissaire en chef du saint empereur romain germanique au congrès de Ratisbonne. Il est remplaçant à Vienne de Stepney, alors qu'il est absent de l'ambassade.
En 1704, il est nommé ambassadeur extraordinaire en Russie. Son rôle initial consiste à rétablir la situation de la Compagnie de Moscovie qui a mal géré le monopole du tabac qui lui a été octroyé en 1698. Il y réussit entre 1707 et 1711, mais n'arrive pas à obtenir un traité commercial. En 1708, Il doit gérer la sensibilité provoquée par l'arrestation pour dettes de l'ambassadeur de Pierre Ier le Grand, Andreï Artamonovitch Matveïev, envoyé à Londres dans le but de rechercher la médiation britannique dans la Grande guerre du Nord. Il reste accrédité en Russie jusqu'en 1712 mais est de plus en plus absent pour les affaires diplomatiques ailleurs en Europe orientale. La reine Anne le charge de découvrir et d’évaluer les stratégies russes de haut niveau. Il suit de près les événements publics et note l'évolution des positions de pouvoir des principaux dirigeants. Il cultive des personnalités influentes et bien informées à la cour royale et se lie d'amitié avec des étrangers au service de la Russie. Il fournit des informations sur la planification et les personnalités russes de haut niveau, qu'il résument et envoient sous forme codée à Londres. Il écrit un récit de la Russie tel qu'il était en l'an 1710, qui (bien que publié seulement en 1758) a influencé les vues britanniques de la Russie pendant une grande partie du siècle.
En décembre 1713, il est nommé commissaire pour négocier avec les Français concernant le traité de navigation et de commerce conclu à Utrecht. En avril 1714, il est envoyé à Augsbourg pour observer les négociations entre l'empereur et la France, qui se déroulent à Baden cet été là. Il est ensuite nommé ministre britannique auprès de la Diète impériale éternelle à Ratisbonne.
En août 1716, lorsqu'il est nommé émissaire à Berlin mais détaché à La Haye il tente de persuader les Provinces-Unies de se conformer à l'embargo britannique sur la Suède.
Il revient à Berlin en 1719, où, l'année suivante, il épouse la comtesse de Vaulgremont (décédée en 1734), fille d'un représentant du gouvernement flamand. Il est anobli dans la Pairie d'Irlande comme baron Whitworth, de Galway, en 1721. En 1722, il est élu député pour Newport, île de Wight. Il meurt sans enfant en 1725, date à laquelle sa baronnie disparait.
Il est enterré à l'Abbaye de Westminster, sa tombe est dans l'allée du chœur sud.